# 검단로 (하남시)
검단로(黔丹路)는 경기도 하남시 천현동에서 하산곡동까지 이르는 하남시도로, 총 연장은 0.785 km이다. 이름이 유래된 것은 검단산이 인근에 위치한 지역적인 특성을 반영하였다.

## 역사
- 2009년 12월 24일 : 도로명으로 검단로를 고시

## 주요 경유지
- 하남시
  - 천현동 - 하산곡동

## 접촉하는 도로
- 하남대로 (등기소입구 교차로)
- 하산곡로
- 검단산로

## 주요 건물 및 시설
- 하남등기소 (검단로 15/천현동 576-6)
- J.K.빌딩 (검단로 26/하산곡동 71-4)
- 하남경찰서 (검단로 27/하산곡동 594)
- 선정빌딩 (검단로 28/하산곡동 74-24)
- 경환빌딩 (검단로 30/하산곡동 74-16)

## 주변 하천
- 산곡천